# Patrol bohaterów
Patrol bohaterów (ang. The Dawn Patrol) – amerykański film z 1930 w reżyserii Howarda Hawksa. Został zrealizowany w erze Pre-Code.

## Opis fabuły
Podczas trwania I wojny światowej as lotnictwa Dick Courtney (Richard Barthelmess) wyśmiewa przywództwo zwierzchnika. Courtney niedługo potem awansuje na dowódcę dywizjonu. Wtedy dociera do niego, jak trudno wysyłać swoich podkomendnych na rychłą śmierć.

## Obsada
- Richard Barthelmess – kapitan Dick Courtney
- Douglas Fairbanks Jr. – porucznik Doug Scott
- Neil Hamilton – major Drake Brand
- Frank McHugh – Flaherty
- Clyde Cook – Bott
- James Finlayson – Field Sergeant
- Gardner James – Ralph Hollister
- William Janney – Donny Scott
- Edmund Breon – porucznik Phipps

## Nagrody i nominacje
| Nazwa nagrody | Wygrane                                                               | Nominacje    |
| ------------- | --------------------------------------------------------------------- | ------------ |
| Oscar         | 1931 Najlepsze oryginalne materiały do scenariusza John Monk Saunders | 1931 wygrana |